# Sdej Avraham
Sdej Avraham (hebrejsky שְׂדֵי אַבְרָהָם, doslova „Avrahamova pole“, v oficiálním přepisu do angličtiny Sede Avraham, přepisováno též Sdei Avraham) je vesnice typu mošav v Izraeli, v Jižním distriktu, v Oblastní radě Eškol.

## Geografie
Leží v nadmořské výšce 85 metrů na severozápadním okraji pouště Negev; v oblasti která byla od 2. poloviny 20. století intenzivně zúrodňována a zavlažována a ztratila charakter pouštní krajiny. Jde o zemědělsky obdělávaný pás přiléhající k pásmu Gazy a navazující na pobřežní nížinu. Jižně od tohoto sídelního pásu ovšem ostře začíná zcela aridní oblast pouštního typu zvaná Cholot Chaluca.
Obec se nachází 16 kilometrů od břehu Středozemního moře, cca 104 kilometrů jihojihozápadně od centra Tel Avivu, cca 106 kilometrů jihozápadně od historického jádra Jeruzalému a 43 kilometrů západně od města Beerševa. Sdej Avraham obývají Židé, přičemž osídlení v tomto regionu je etnicky převážně židovské. 5 kilometrů severozápadním směrem ale začíná pásmo Gazy s početnou arabskou (palestinskou) populací. 6 kilometrů na západ leží izraelsko-egyptská hranice.
Sdej Avraham je na dopravní síť napojen pomocí místních komunikací, které ústí do lokální silnice 232.

## Dějiny
Sdej Avraham byl založen v roce 1981. Leží v kompaktním bloku zemědělských vesnic Chevel Šalom, do kterého spadají obce Avšalom, Dekel, Cholit, Jated, Jevul, Kerem Šalom, Pri Gan, Sdej Avraham, Sufa a Talmej Josef.
Zakladateli mošavu byla skupina Židů z Latinské Ameriky, která se zformovala koncem 70. let 20. století. Po několik let procházeli zemědělským výcvikem v nedaleké vesnici Cochar. V roce 1981 zde pak založili samostatnou osadu, původně nazývanou Jesodot ha-Darom (יסודות הדרום). Název ovšem nebyl oficiálně uznán a byl nahrazen nynějším pojmenováním. To odkazuje na Avrahama Herzfelda (1891-1973), jednoho ze zakladatelů odborové centrály Histadrut a významného člena středolevé strany Mapaj.
Místní ekonomika je založena na zemědělství (pěstování květin, zeleniny, manga).

## Demografie
Obyvatelstvo mošavu je smíšené, tedy sestávající ze sekulárních i nábožensky orientovaných lidí. Podle údajů z roku 2014 tvořili naprostou většinu obyvatel v Sdej Avraham Židé (včetně statistické kategorie "ostatní", která zahrnuje nearabské obyvatele židovského původu ale bez formální příslušnosti k židovskému náboženství).
Jde o menší obec vesnického typu s dlouhodobě výrazně rostoucí populací. K 31. prosinci 2014 zde žilo 328 lidí. Během roku 2014 populace klesla o 0,3 %.
| Rok            | 1983 | 1995 | 2001 | 2003 | 2004 | 2005 | 2006 | 2007 | 2008 | 2009 | 2010 | 2011 | 2012 | 2013 | 2014 |
| -------------- | ---- | ---- | ---- | ---- | ---- | ---- | ---- | ---- | ---- | ---- | ---- | ---- | ---- | ---- | ---- |
| Počet obyvatel | 121  | 161  | 169  | 168  | 171  | 197  | 211  | 232  | 254  | 273  | 294  | 306  | 298  | 329  | 328  |